# 신필순
신필순(1976년 ~)은 대한민국의 기업인이자 회계사이다.

## 학력
- 연세대학교 경영학과 (졸업)
- 단국대학교 경영대학원 예술경영학과 (졸업)